# Gibberella stilboides
Gibberella stilboides är en svampart som beskrevs av W.L. Gordon ex C. Booth 1971. Gibberella stilboides ingår i släktet Gibberella och familjen Nectriaceae.   Inga underarter finns listade i Catalogue of Life.